# Andreas Reigersman
Andreas Reigersman (Breda, 12 november 1767- Den Haag, 8 januari 1831) was een Nederlands politicus.

## Leven en werk
Reigersman werd in 1767 in Breda geboren als zoon van Carel Laurens Reigersman, griffier van de stad en dorpen van het land van Breda en Fetje Potter. Hij doorliep de Latijnse school in Breda. Hij studeerde rechten aan de Hogeschool Leiden, waar hij in 1789 promoveerde. Hij vestigde zich dat jaar als advocaat bij het Hof van Holland, Zeeland en West-Friesland.
Ten tijde van de Republiek der Zeven Verenigde Nederlanden vervulde hij diverse bestuurlijke functies in zijn woonplaats Breda. Hij was lid van de magistraat. Van 1789 tot 1795 was hij hoofd van de leen- en schepenbanken van Breda en van 1790 tot 1795 president van de weeskamer.
Op 1 februari 1793 verklaarde Frankrijk de oorlog aan de Republiek; generaal Dumouriez trok de noordelijke Nederlanden binnen en bezette op 25 februari 1793 Breda. Het was de aanloop naar de Bataafse Republiek. Op 28 februari daaropvolgend werd Andreas Reigersman met enkele medebestuurders van Breda door de Fransen gegijzeld in de Citadel van Antwerpen.
In de jaren van de Bataafse Republiek en het Koninkrijk Holland, van 1795 tot 1810, heeft hij geen belangrijke publieke bestuursfuncties.
Na de annexatie door het Franse Keizerrijk was hij van 1810 tot 1813 hij secretaris van de mairie van Breda en daarna tot 1814 secretaris van Breda. Vanaf 1811 was hij advocaat bij het departementaal Gerechtshof van Brabant.
Vanaf 1814 speelde de regeringsgezinde Reigersman ook een rol op het landelijke politieke toneel. In maart 1814 werd hij voor het departement Monden van de Rijn lid van de Vergadering van Notabelen, die een grondwet voor de Noordelijke Nederlanden moest opstellen. In de loop van het Congres van Wenen werden de noordelijke en zuidelijke Nederlanden samengevoegd. Hij werd toen voor Noord-Brabant lid van de Staten-Generaal der Verenigde Nederlanden van 2 mei 1814 tot 1 september 1815 en nam daarbij deel aan de Dubbele Vergadering die leidde tot de Nederlandse Grondwet van 1815. Daarna was hij van 21 september 1815 tot 19 oktober 1818 lid van de door die grondwet ingestelde Tweede Kamer der Staten-Generaal voor Noord-Brabant.
Zowel in 1815 als in 1817 diende Reigersman een verzoek in om verheffing in de Nederlandse adel op grond van het feit dat zijn familie steeds in de bijzondere gunst van het vorstenhuis Oranje Nassau had gestaan. Vanwege een persoonlijke aantekening van de koning (1817) werd dit verzoek niet gehonoreerd. In 1898 kreeg zijn kleinzoon op grond van hetzelfde argument wel verheffing, met vermelding van een minderheidsstandpunt van de HRvA omdat de raad verheffing in strijd vond met het gangbare beleid. Bovendien was de HRvA van mening dat trouw aan het vorstenhuis niet meer dan plicht was.
Reigersman was lid van de Waalse gereformeerde kerk. Hij trouwde op 21 oktober 1793 te Breda met de Antoinetta Maria Jantzon (1773-1809). Na haar overlijden hertrouwde hij op 15 mei 1811 te Breda met Everhardine Françoise van Naerssen. Hij overleed in januari 1831 op 63-jarige leeftijd in Den Haag. Hij is bijgezet in het familiegraf in de Grote Kerk in Den Haag.
- Biografisch Portaal: 10150767
- Nederlandse Thesaurus van Auteursnamen: 240007794
- Parlement.com: vg09llslqiw6
- Virtual International Authority File: 288086045
- WorldCat: E39PBJhRJQTDvt4BRX9grGRkDq